# Harjavalta
Harjavalta is een gemeente en stad in de Finse provincie West-Finland en in de Finse regio Satakunta. De gemeente heeft een landoppervlakte van 123,48 km² en telt 6.753 inwoners (2022).

## Geboren in Harjavalta
- Risto Rosendahl (1979), schaatser

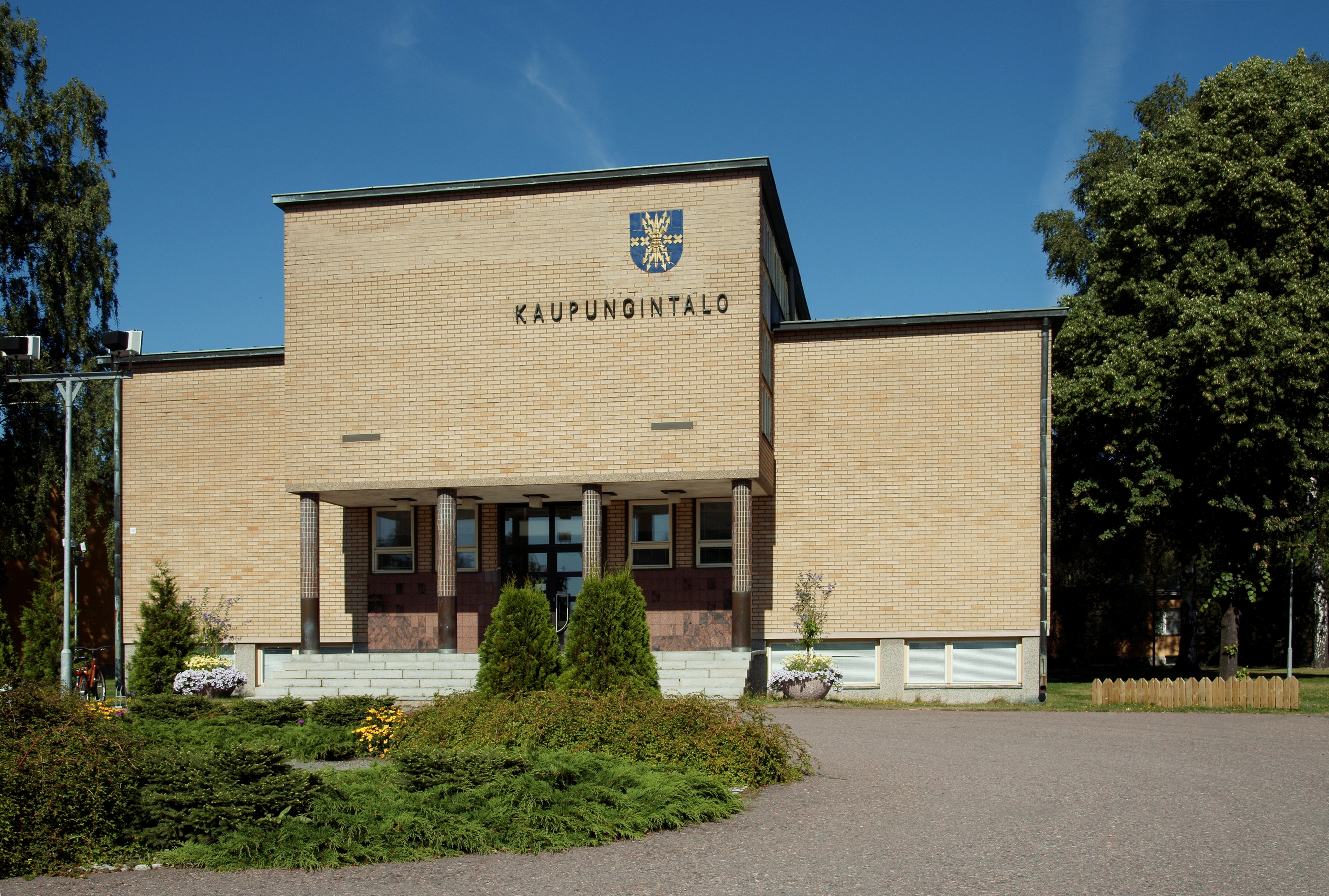
Gemeentehuis
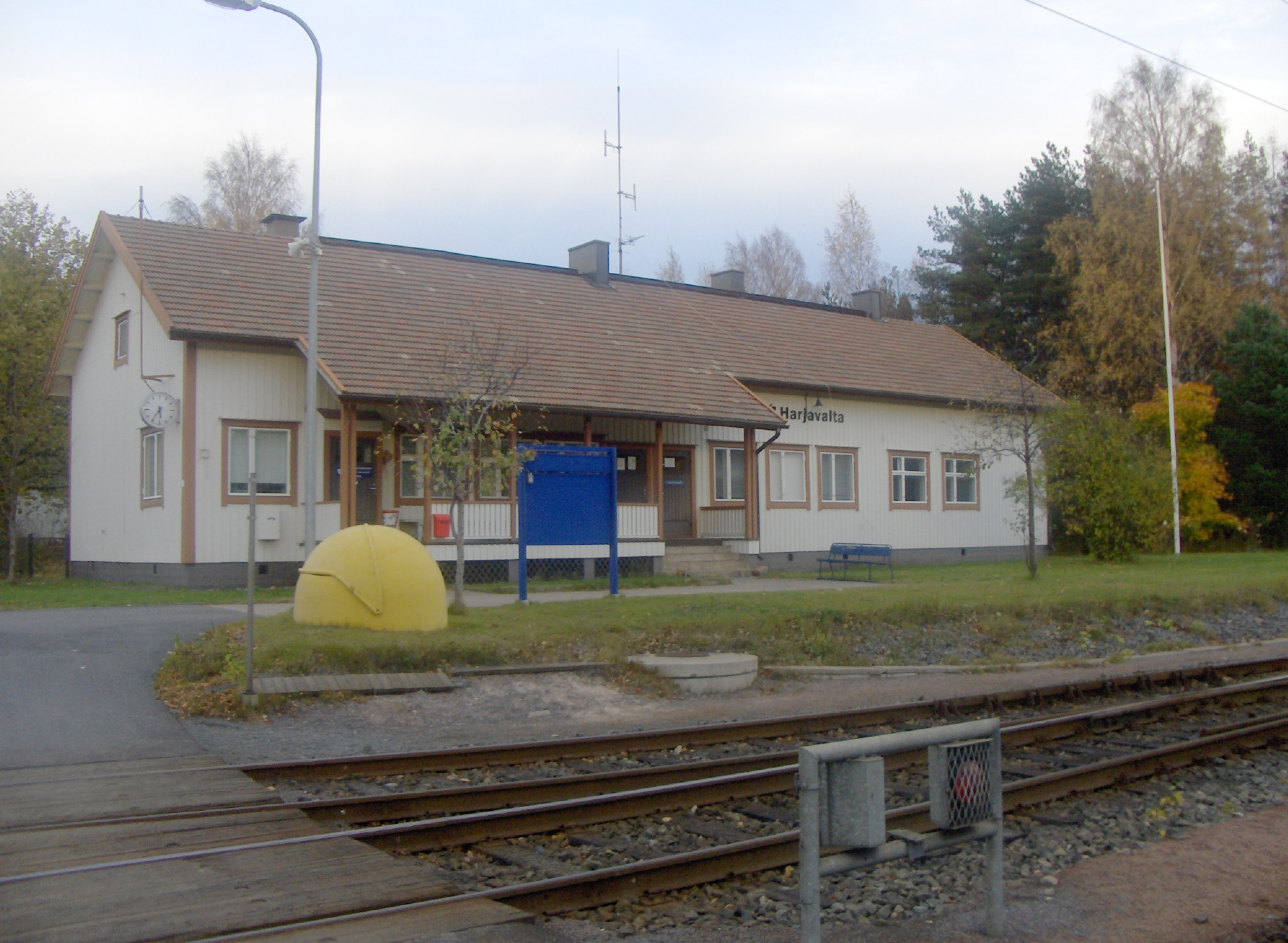
Station Harjavalta
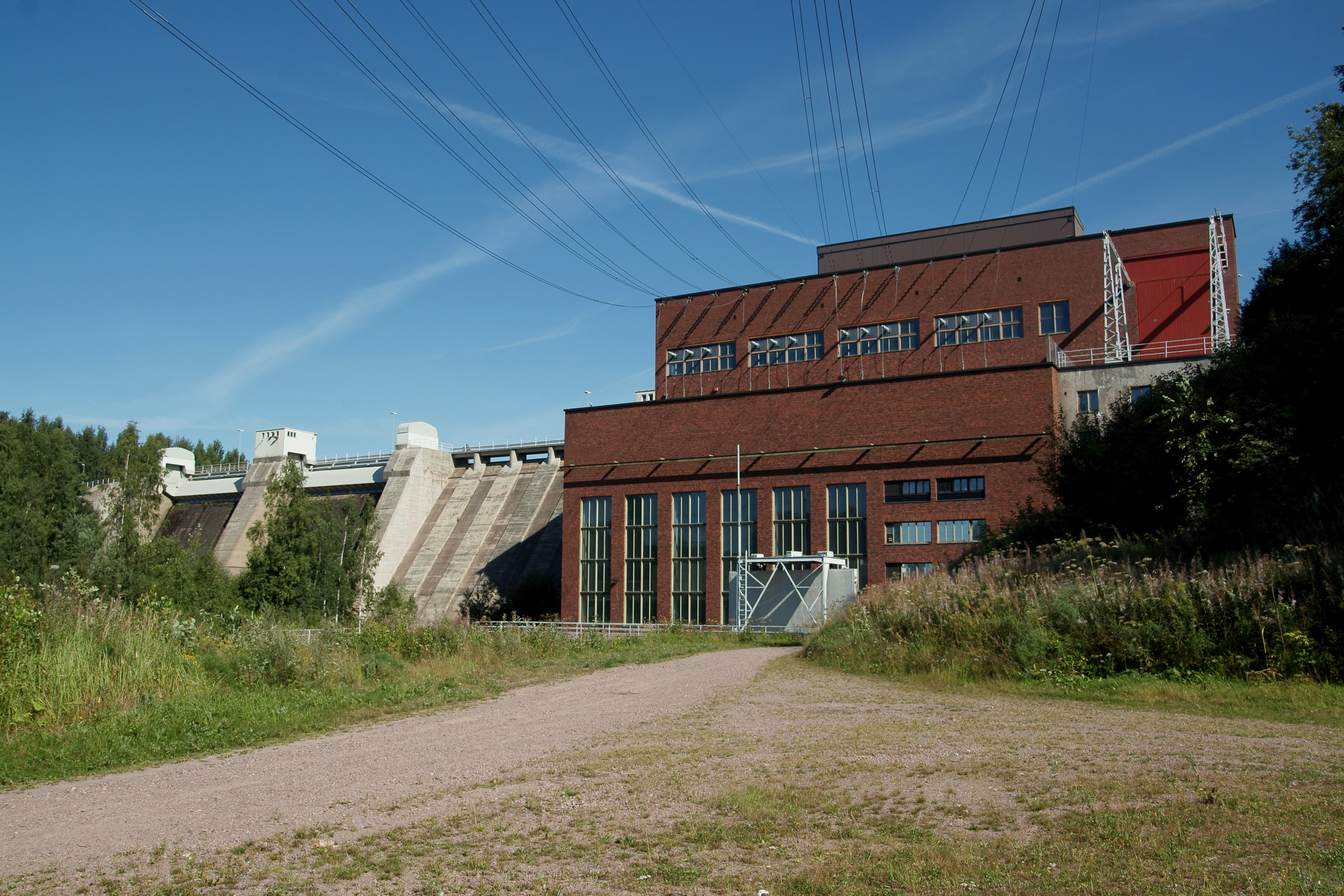
Elektriciteitscentale van Harjavalta
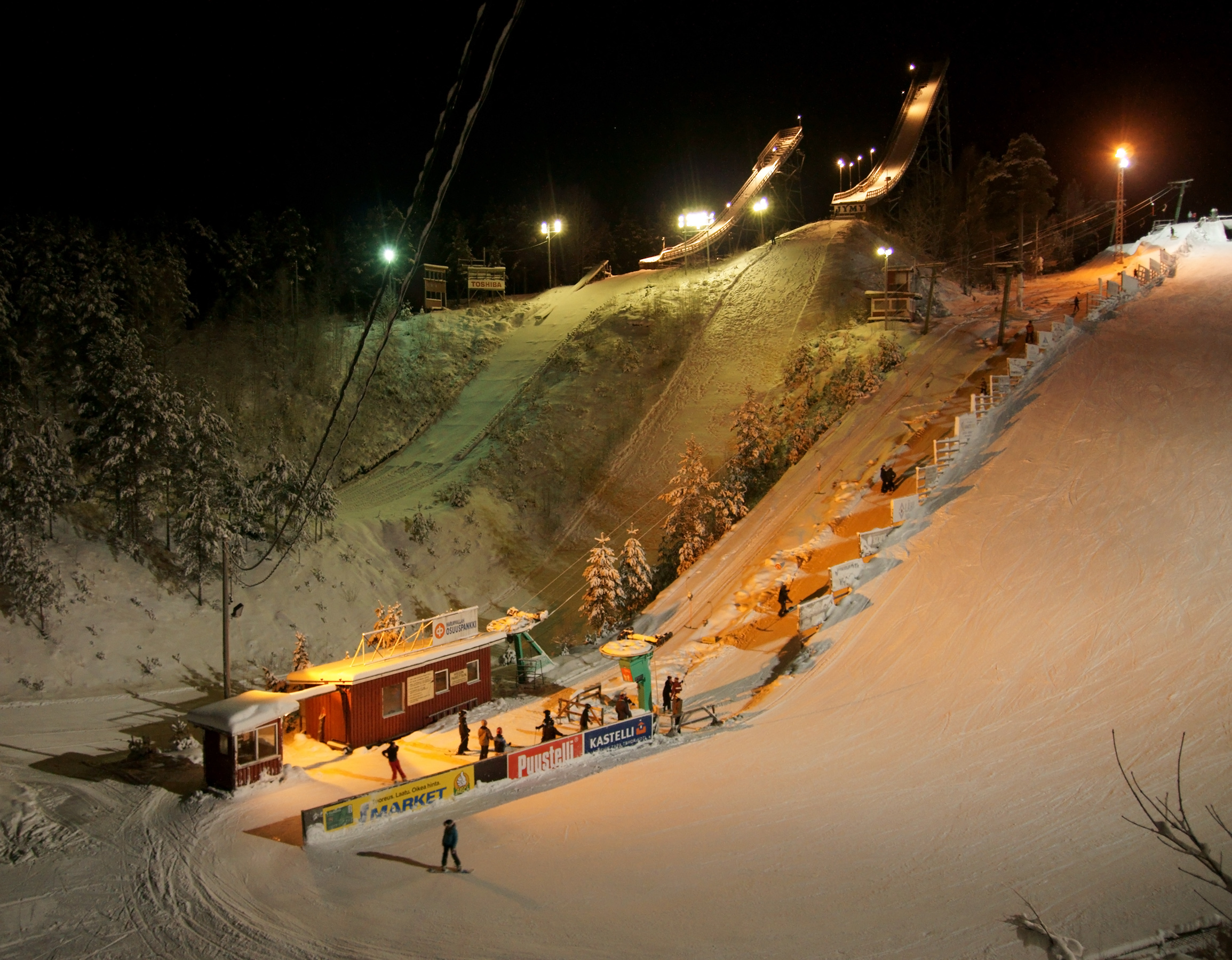
Skilift en skischans bij Harjavalta